# Bukovita
La bukovita és un mineral de la classe dels sulfurs que pertany i dona nom al grup de la bukovita. Rep el seu nom de la mina Bukov, a Moràvia (República Txeca).

## Característiques
La bukovita és un sulfur de tal·li, coure, ferro i seleni. La seva fórmula química va ser redefinida en el mes de desembre de 2023, passant a ser: (Cu₃Fe)Σ₄Tl₂Se₄. Cristal·litza en el sistema tetragonal. Es troba en forma de petits cristalls, de fins a 2 mil·límetres, de vegades incrustada en altres selenurs; també massiva. La seva duresa a l'escala de Mohs és 2, sent un mineral tou.
Segons la classificació de Nickel-Strunz pertany a «02.BD: Sulfurs metàl·lics, M:S > 1:1 (principalment 2:1), amb Hg, Tl» juntament amb els següents minerals: imiterita, gortdrumita, balcanita, danielsita, donharrisita, carlinita, murunskita, talcusita, rohaïta, calcotal·lita, sabatierita, crookesita i brodtkorbita.

## Formació i jaciments
Es troba en filons d'origen hidrotermal que contenen seleni. Sol trobar-se associada a altres minerals com: clausthalita, eskebornita, eucairita, chameanita, umangita, hakita, sabatierita, crookesita, ferroselita, cadmoselita, uraninita, quars o hematites, entre d'altres. Va ser descoberta l'any 1971 a la mina Bukov, al dipòsit de Rožná, a Žďár nad Sázavou, (Vysočina, República Txeca). També ha estat descrita a altres indrets de la República Txeca, França, Alemanya, Suècia i l'Argentina.